# Осмоналиев, Кайрат Медербекович
Кайрат Медербекович Осмоналиев (род. 11 июля 1973, Омск) — киргизский государственный деятель. Посол Кыргызстана в Азербайджане и Грузии.

## Биография
Родился 11 июля 1973 года в Омске. В 1994 году окончил Омскую высшую школу милиции МВД РФ.
С 1994 по 1997 год обучался в Академии управления МВД России. В 2005 году защитил докторскую диссертацию на тему «Уголовная политика современного Кыргызстана: становление и развитие». Доктор юридических наук.
Профессор (с 2011).
С 1994 по 2000 год преподавал в Бишкекской высшей школе МВД КР.
С 2000 по 2003 год — главный специалист, начальник отдела Государственной комиссии при Правительстве Кыргызской Республики по контролю наркотиков.
В 2005 году являлся консультантом Управления ООН по наркотикам и преступности.
С 2006 по 2008 год работал в структурах МВД Кыргызстана. Являлся помощником министра внутренних дел Кыргызстана.
С сентября 2010 по июнь 2021 года работал в Дипломатической академии МИД Кыргызстана, Киргизском национальном университете.
С 2012 по июнь 2016 года являлся депутатом местного Кенеша Кунтуйского айыльного округа Сокулукского района.
С 27 июня 2016 по июнь 2021 года являлся членом Центральной избирательной комиссии Кыргызстана.
Член-корреспондент Российской академии естествознания (с 2015).
Председатель правления Ассоциации Юристов Кыргызстана (с 2016).
Общественный советник министра внутренних дел Кыргызстана (с 2014).
Член Союза адвокатов Кыргызстана.
Выступает на радио и телевидении, в интернет изданиях Кыргызстана по вопросам права и политологии.
Подполковник милиции в запасе.
Посол Кыргызстана в Азербайджане (23 июня 2021 — 21 июня 2024). Одновременно является послом Кыргызстана в Грузии (с 27 февраля 2022).

## Награды
- Почетная грамота Правительства Кыргызской Республики (2014)
- Почетная грамота Кыргызской Республики (2015)
- Заслуженный юрист Кыргызской Республики (2017)
- Почетная грамота Ассоциации юристов Кыргызстана (2012, за личный вклад в развитие юриспруденции Кыргызской Республики)
- Орден «За заслуги» Российского союза воинов Афганистана
- медали МВД Кыргызстана, ГКНБ Кыргызстана, Военного суда Кыргызстана